# 주옌하이현
주옌하이현(베트남어: Huyện Vũng Liêm / 縣沿海)은 베트남 메콩강 삼각주 짜빈성의 현이다.

## 행정 구역
주옌하이현은 2방, 5사를 관할하고 있다.

## 방
- 1방 (Phường 1, 一坊)
- 2방 (Phường 2, 二坊)

## 사
- 전타인 사 (Xã Dân Thành, 民城社)
- 히엡타인 사 (Xã Hiệp Thạnh, 協盛社)
- 롱흐우 사 (Xã Long Hữu, 隆有社)
- 롱또안 사 (Xã Long Toàn, 隆全社)
- 롱호아 사 (Xã Trường Long Hòa, 長隆和社)